# 5月15日
5月15日（ごがつじゅうごにち）は、グレゴリオ暦で年始から135日目（閏年では136日目）にあたり、年末まではあと230日ある。

## できごと

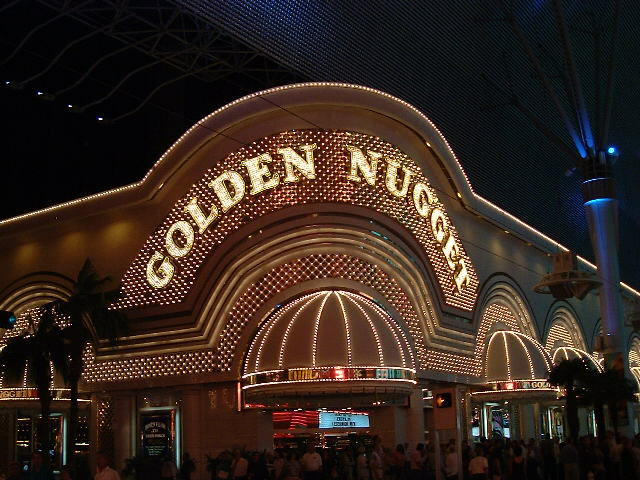
ラスベガス設立(1905)

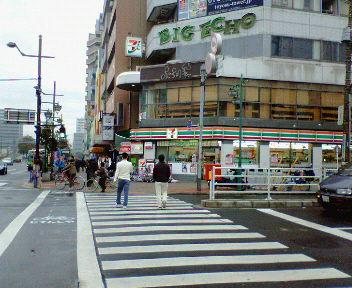
セブン-イレブンの第1号店が江東区豊洲にオープン(1974)

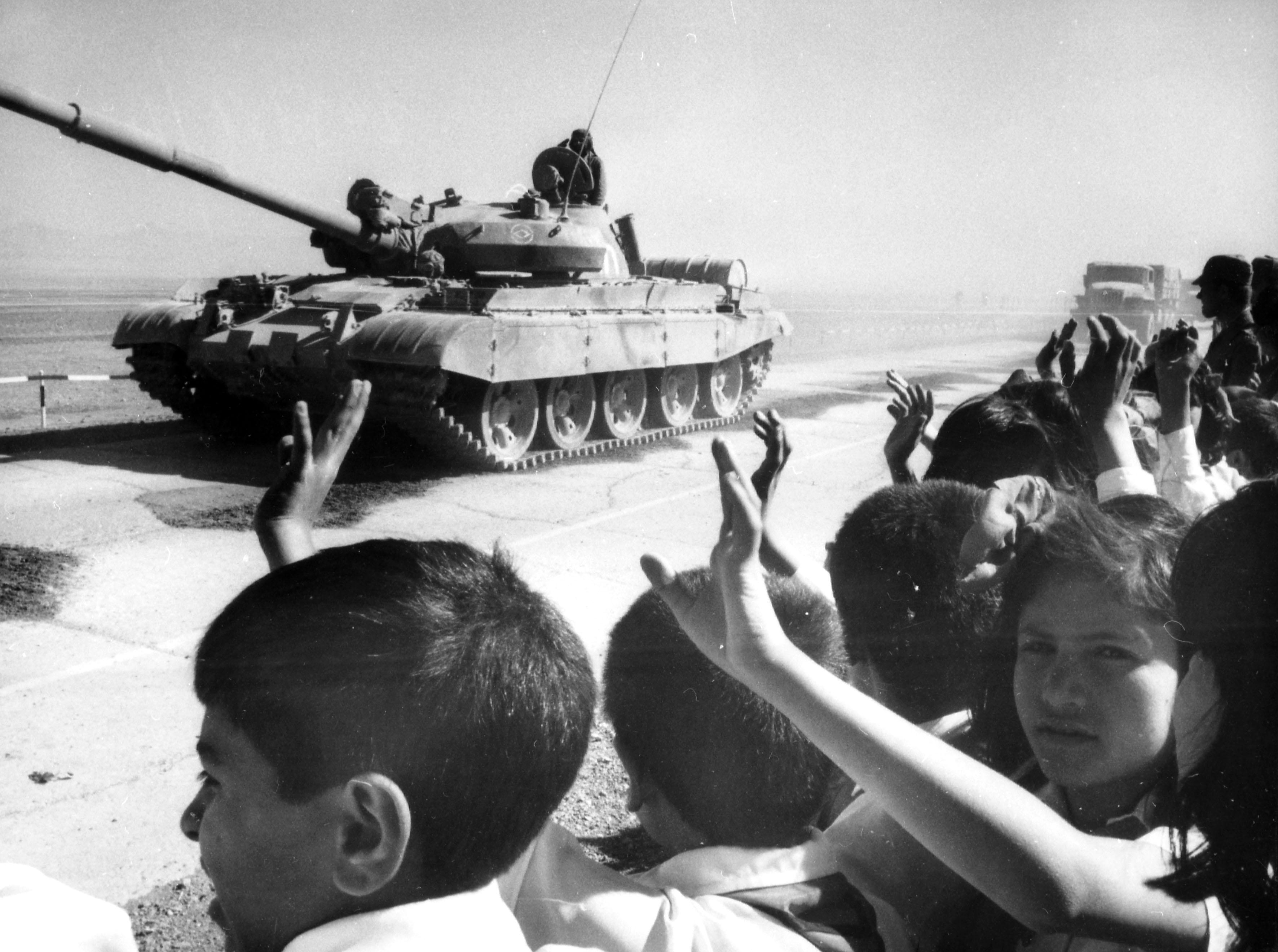
ソ連軍がアフガニスタンから撤退開始(1988)

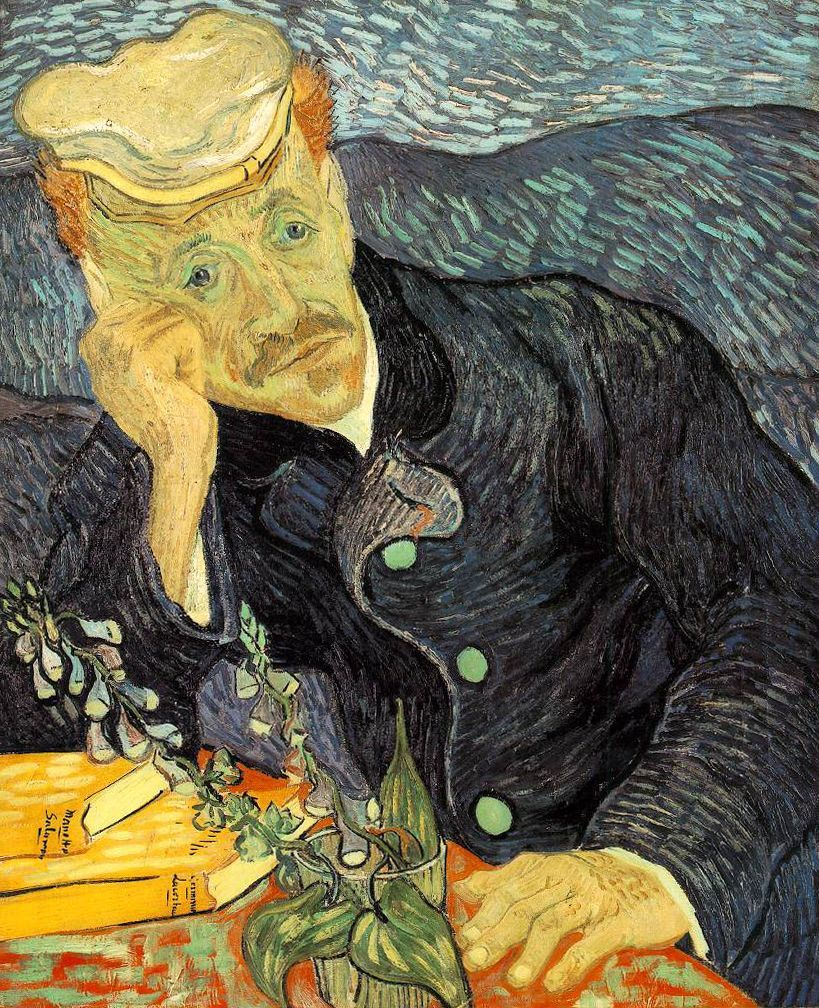
ゴッホの『医師ガシェの肖像』が8250万ドルで落札される(1990)

- 221年（章武元年4月6日） - 劉備が皇帝に即位し蜀（蜀漢）が成立[1]。
- 593年（推古天皇元年4月10日） - 聖徳太子が推古天皇の皇太子・摂政に就任（『日本書紀』による）。
- 1524年 - ドイツ農民戦争: フランケンハウゼンの戦い（英語版）。農民軍が諸侯軍に敗れて壊滅。
- 1567年 - スコットランド女王メアリーがボスウェル伯ジェームズ・ヘップバーンと結婚。
- 1602年 - バーソロミュー・ゴズノルド（英語版）がヨーロッパ人として初めてコッド岬に到達。
- 1618年 - 天文学者ヨハネス・ケプラーが惑星の運動に関する第3法則を解明。
- 1636年（崇徳元年4月11日） - 後金が国号を清に改称。
- 1701年 - スペイン継承戦争勃発。
- 1793年 - スペインのディエゴ・マリン・アギレラがグライダーで約360メートルを飛行。
- 1796年 - イタリア戦役: ナポレオンがミラノに入城。
- 1829年 - アメリカ，ペンシルベニア州ハーモニーにてアロン神権が回復される。
- 1855年 - 第1回パリ万国博覧会が開幕。
- 1858年 - ロンドンの現在のロイヤル・オペラ・ハウスが開場。
- 1864年 - 南北戦争: ニューマーケットの戦い。
- 1884年 - 群馬事件。
- 1891年 - 回勅の 『レールム・ノヴァールム』がローマ教皇レオ13世によって出される。
- 1900年 - マルコーニ国際海洋通信会社がドイツのボルクム島灯台海岸局、ボルクム・リフ灯台船無線局、カイザー・ヴィルヘルム・デア・グローセ号で世界初の海上移動の公衆通信（電報）サービスを創業。
- 1905年 - 110エーカーの土地が競売で売却され、ネバダ州のラスベガスが設立される。
- 1905年 - 日露戦争・旅順港閉塞作戦: 日本海軍の戦艦「初瀬」が2度の触雷により沈没。
- 1908年 - 第10回衆議院議員総選挙。
- 1911年 - アメリカ連邦最高裁がシャーマン法に基づきスタンダード・オイルに対し解体命令。33の独立会社に解体された。
- 1912年 - 第11回衆議院議員総選挙。
- 1918年 - フィンランド内戦が白衛軍の勝利で終結。
- 1919年 - 第一次世界大戦: ギリシア軍がトルコ領のイズミルに侵入し占領する（イズミル上陸)。
- 1923年 - 神戸初の百貨店として白木屋神戸出張所が開店。日本の百貨店で初めて土足で入店できるようにする。
- 1924年 - 明星学園が創立される。
- 1929年 - ミッキーマウスが登場する初の映画である『プレーン・クレイジー』が試写される。
- 1932年 - 五・一五事件。内閣総理大臣犬養毅が襲撃、殺害される。
- 1935年 - モスクワ地下鉄が開業。
- 1940年 - 第二次世界大戦: ナチス・ドイツ軍がアムステルダムを占領し、フランス北部に侵攻。
- 1940年 - 第二次世界大戦: 連合国がドイツ本土空襲を開始。
- 1940年 - カリフォルニア州サンバーナーディーノにマクドナルドの最初の店が開店。
- 1940年 - デュポン社が全米でナイロンストッキングを発売。
- 1941年 - イギリス初（世界二番目）のジェット機グロスター E.28/39が初飛行。
- 1943年 - ヨシフ・スターリンがコミンテルン（第3インターナショナル）の解散を指示。
- 1948年 - エジプト、ヨルダン、レバノン、シリア、イラク、サウジアラビアがイスラエルに侵攻し、第1次中東戦争始まる。
- 1955年 - オーストリアと占領4カ国（米英仏ソ）がオーストリア国家条約に調印。
- 1955年 - 世界第5位の高峰マカルーがフランス登山隊により初登頂。
- 1957年 - イギリスが初めて水爆実験を実施。
- 1958年 - ソ連が「スプートニク3号」を発射。
- 1960年 - ソ連が「スプートニク4号」を発射し、地球周回軌道に乗る。
- 1963年 - NASAがマーキュリー計画の最後となる「マーキュリー・アトラス9号」を打ち上げ。
- 1964年 - 北海道利尻町で大火。226戸が焼失。住民は一時、船で沖合に避難した[2][3]
- 1966年 - 日本テレビで演芸番組『笑点』放送開始。
- 1970年 - 豊橋事件が起こる。
- 1972年 - 沖縄県がアメリカ合衆国から日本に返還される。
- 1972年 - 沖縄テレビ放送（OTV）・琉球放送（RBC）・ラジオ沖縄（ROK）、沖縄の本土復帰に伴い日本の民間放送として、OTVはフジテレビジョンをキー局とするFNN・FNSに、RBCは東京放送（TBS）をキー局とするJNN・JRNに、ROKは文化放送とニッポン放送をキー局とするNRNに、それぞれ正式加盟。
- 1973年 - 東ドイツと日本が国交樹立。
- 1974年 - セブン-イレブンの日本1号店が東京都江東区で開店。
- 1976年 - 神戸まつりの会場で群衆が暴徒化。写真撮影をしていた神戸新聞のカメラマンが暴行を受けて死亡[4]。
- 1977年 - 児童向け漫画雑誌『コロコロコミック』（小学館）が創刊。
- 1988年 - ソビエト連邦のアフガニスタン侵攻：8年間に渡る戦闘の末、ソ連軍が撤退を開始。
- 1990年 - 大昭和製紙名誉会長・齊藤了英がヴィンセント・ヴァン・ゴッホの『ガシェ博士の肖像』を絵画史上最高の約125億円で落札。
- 1991年 - エディット・クレッソンがフランス初の女性首相となる。
- 1991年 - 東京都港区芝浦にディスコ・ジュリアナ東京が開店。
- 1993年 - Jリーグがヴェルディ川崎対横浜マリノス戦で開幕[5]。
- 2000年 - 森喜朗首相が「神の国発言」を行う。
- 2007年 - 会津若松母親殺害事件が起こる。

## 誕生日

### 人物

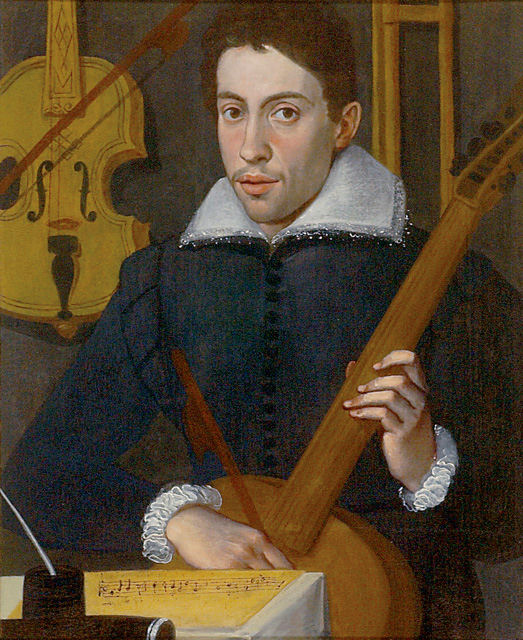
作曲家クラウディオ・モンテヴェルディ(1567-1643)の洗礼日。

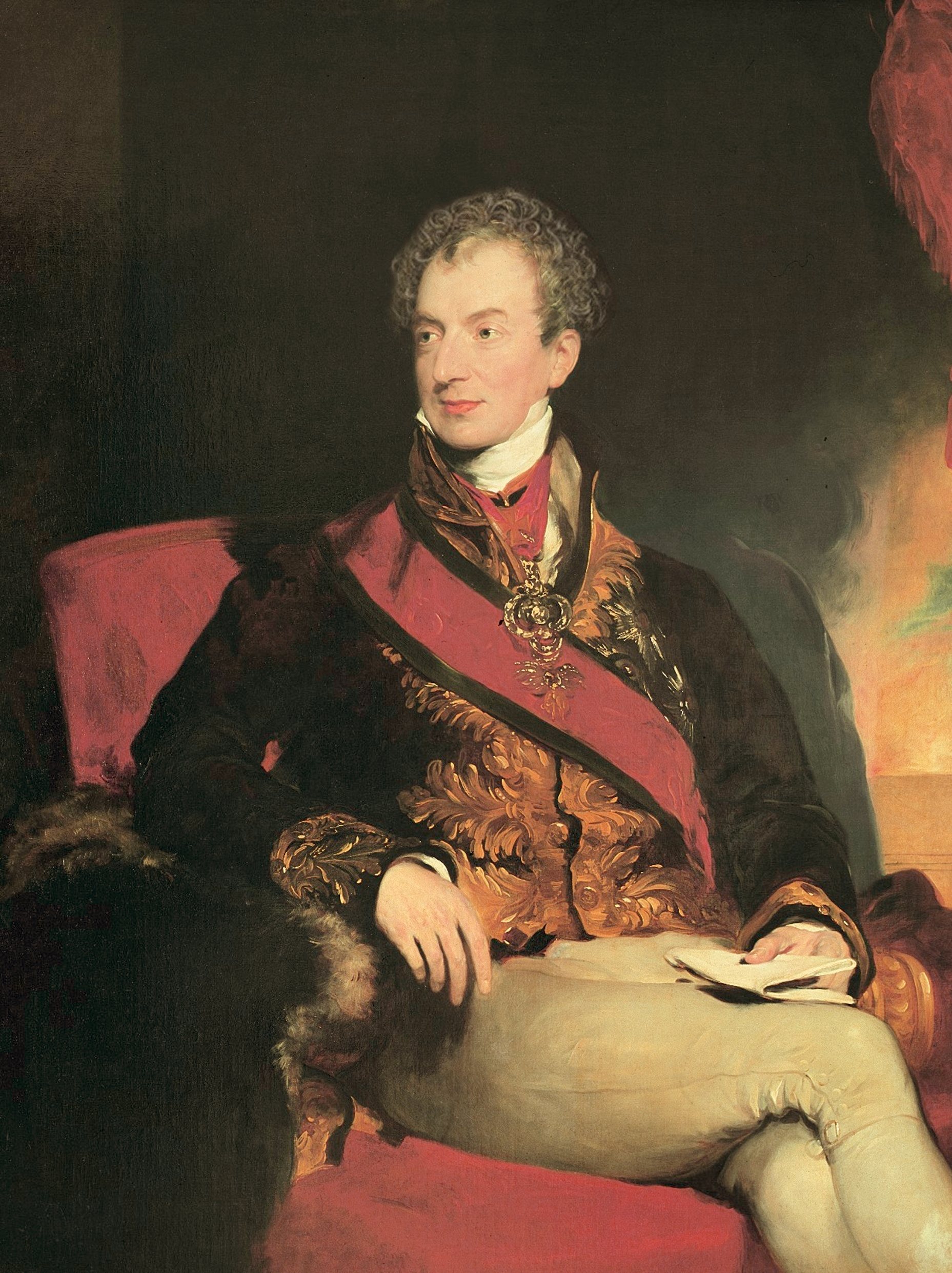
オーストリアの宰相クレメンス・メッテルニヒ(1773-1859)誕生。

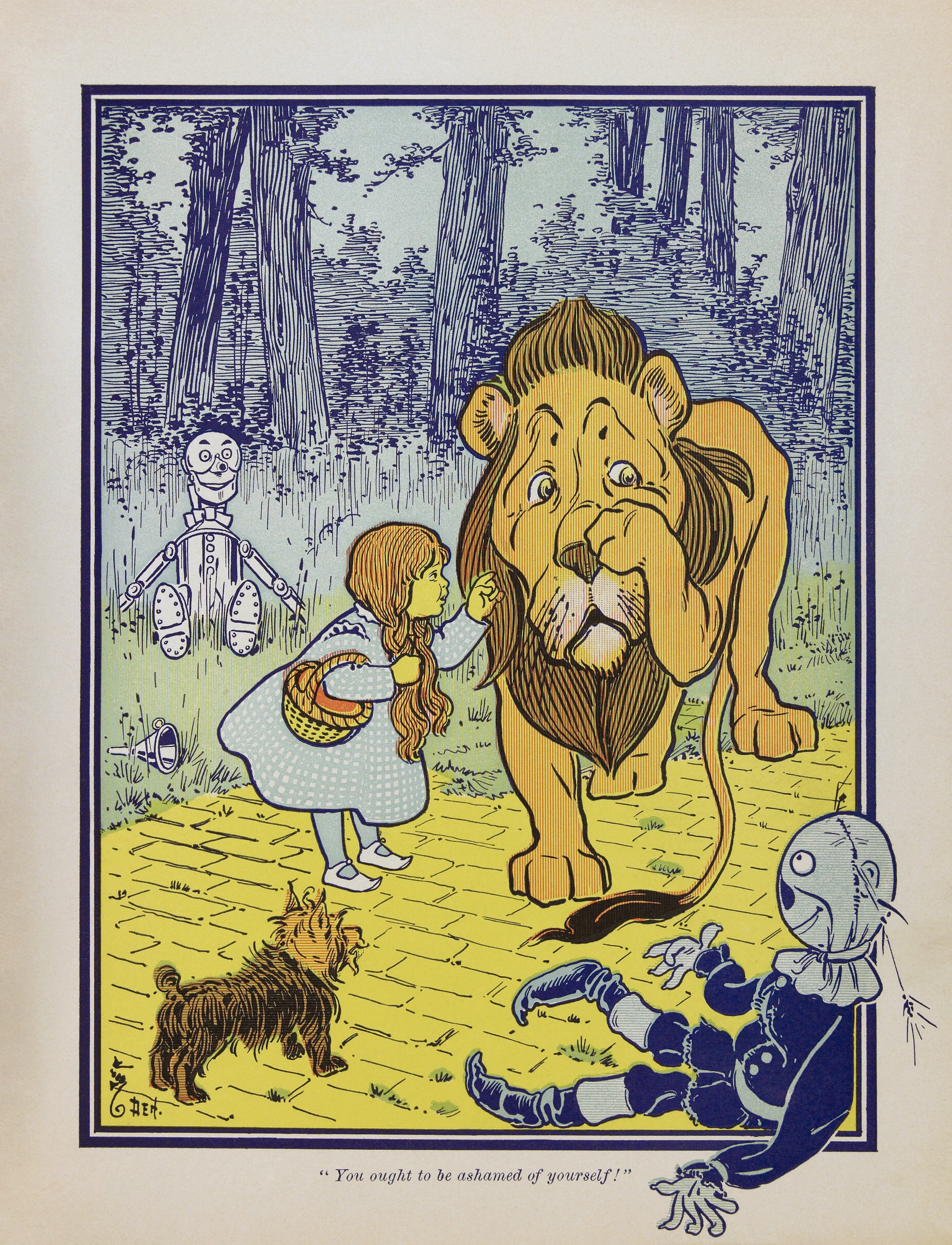
『オズの魔法使い』の作者、ライマン・フランク・ボーム(1856-1919)誕生。

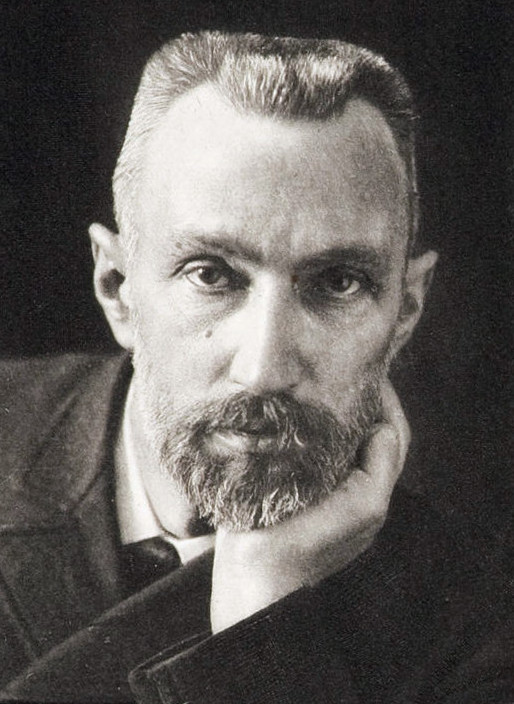
物理学者ピエール・キュリー(1859-1906)誕生。

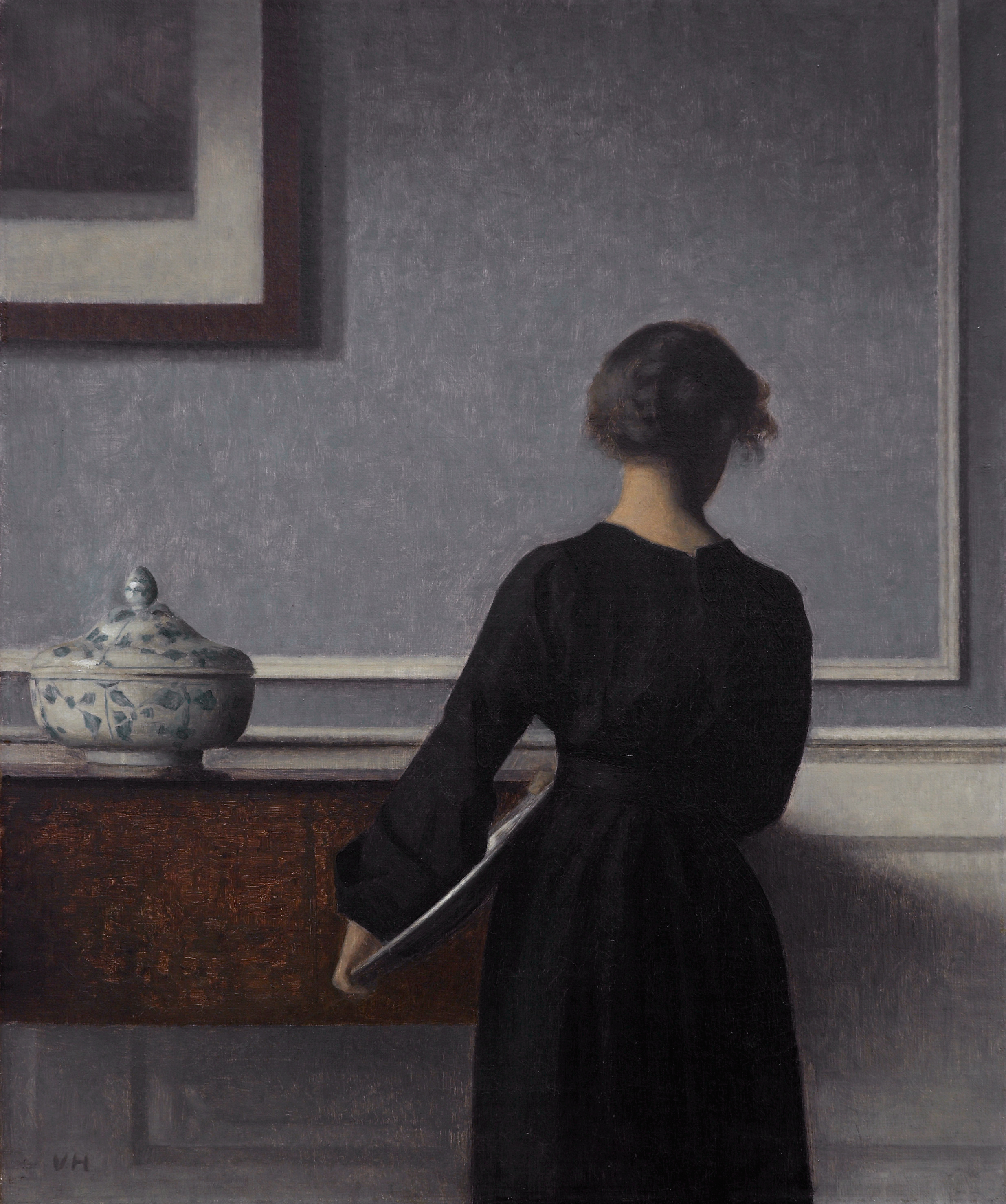
画家ヴィルヘルム・ハンマースホイ(1864-1916)誕生。画像はランダース美術館所蔵『背を向けた若い女性のいる室内』(1903-1904)

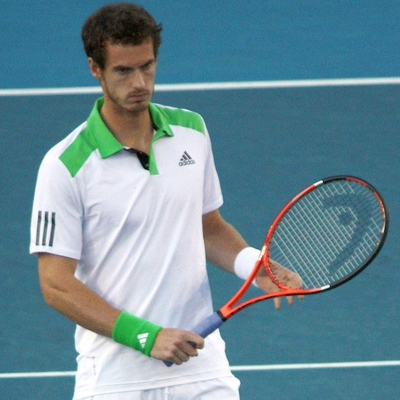
テニス選手 アンディ・マレー(1987-)誕生。

- 1567年 - クラウディオ・モンテヴェルディ、作曲家（+ 1643年）※洗礼日
- 1633年 - セバスティアン・ル・プレストル・ド・ヴォーバン、軍事技術者（+ 1707年）
- 1760年（宝暦10年4月1日） - 水野勝剛、第9代結城藩主（+ 1834年）
- 1773年 - クレメンス・メッテルニヒ、政治家（+ 1859年）
- 1810年 - ジェイコブ・トンプソン、第5代アメリカ合衆国内務長官（+ 1885年）
- 1814年 - アントワーヌ・シャントルイユ、画家（+ 1873年）
- 1820年（文政3年4月4日） - 中川久昭、第12代岡藩主（+ 1889年）
- 1822年（文政5年3月24日） - 有馬頼永、第10代久留米藩主（+ 1846年）
- 1839年 - 中原鄧州、禅僧（+ 1925年）
- 1845年 - イリヤ・メチニコフ、微生物学者（+ 1916年）
- 1848年 - ヴィクトル・ヴァスネツォフ、画家（+ 1926年）
- 1854年 - パーヴェル・パプスト、ピアニスト、作曲家（+ 1897年）
- 1856年 - ライマン・フランク・ボーム、童話作家（+ 1919年）
- 1857年 - ウィリアミーナ・フレミング、天文学者（+ 1911年）
- 1859年 - ピエール・キュリー、物理学者（+ 1906年）
- 1862年 - アルトゥル・シュニッツラー、小説家（+ 1931年）
- 1864年 - ヴィルヘルム・ハンマースホイ、画家（+ 1916年）
- 1876年 - 杉浦非水、グラフィックデザイナー（+ 1965年）
- 1877年 - 植原悦二郎、政治家（+ 1962年）
- 1882年 - 羽田亨、歴史学者（+ 1953年）
- 1882年 - 市川團蔵 (8代目)、歌舞伎役者（+ 1966年）
- 1884年 - 水野利八、実業家（+ 1970年）
- 1885年 - 野村直邦、日本海軍軍人（+ 1973年）
- 1886年 - 石橋智信、宗教学者（+ 1947年）
- 1889年 - 川手ミトヨ、スーパーセンテナリアン（+ 2003年）
- 1889年 - 花川環、俳優（+ 没年不詳）
- 1891年 - 村野藤吾、建築家（+ 1984年）
- 1891年 - ミハイル・ブルガーコフ、劇作家、小説家（+ 1940年）
- 1892年 - 大塚金之助、経済学者（+ 1977年）
- 1892年 - 池田富保、映画監督、脚本家、俳優（+ 1968年）
- 1892年 - 東屋三郎、俳優（+ 1935年）
- 1893年 - 市川房枝、婦人運動家、政治家（+ 1981年）
- 1898年 - アルレッティ、女優（+ 1992年）
- 1899年 - 山極三郎、動物学者、病理学者、元帯広畜産大学学長（+ 1993年）
- 1900年 - 三田華子、小説家（+ 1983年）
- 1900年 - 西東三鬼、俳人（+ 1962年）
- 1903年 - マリア・ライヘ、考古学者（+ 1998年）
- 1903年 - 奥田良三、政治家、公選 第2-9代奈良県知事（+ 1989年）
- 1905年 - ジョゼフ・コットン、俳優（+ 1994年）
- 1905年 - 福田蘭童、音楽家、随筆家（+ 1976年）
- 1909年 - ジェームズ・メイソン、俳優（+ 1984年）
- 1911年 - 丹羽兵助、政治家（+ 1990年）
- 1911年 - マックス・フリッシュ、小説家、劇作家（+ 1991年）
- 1915年 - ポール・サミュエルソン、近代経済学者、ノーベル経済学賞受賞者（+ 2009年）
- 1916年 - 蔣方良、蔣経国の夫人（+ 2004年）
- 1916年 - 安部英、医師（+ 2005年）
- 1917年 - 石川隆彦、柔道家（+ 2008年）
- 1917年 - 門前眞佐人、元プロ野球選手（+ 1984年）
- 1918年 - アントン・ベニング、ドイツ空軍のエース・パイロット（+ 2013年）
- 1919年 - 国久松一、元プロ野球選手（+ 没年不詳）
- 1920年 - 大竹省二、写真家（+ 2015年）
- 1922年 - 瀬戸内寂聴（瀬戸内晴美）、小説家、僧侶（+ 2021年）
- 1922年 - 清水九兵衛、彫刻家（+ 2006年）
- 1923年 - リチャード・アヴェドン、写真家（+ 2004年）
- 1925年 - 菊村到、作家（+ 1999年）
- 1926年 - 井上光晴、小説家（+ 1992年）
- 1926年 - アンソニー・シェーファー、作家（+ 2001年）
- 1927年 - 高橋忠治、児童文学者（+ 2020年）
- 1927年 - 高橋太郎、言語学者（+ 2006年）
- 1927年 - 石山透、脚本家（+ 1985年）
- 1928年 - 岸本才三、ヤクザ（+ 2014年）
- 1930年 - ジャスパー・ジョーンズ、画家
- 1931年 - 宮崎恭子、女優（+ 1996年）
- 1932年 - ブラジ・カチュル、言語学者（+2016年）
- 1933年 - 伊丹十三、映画監督、俳優（+ 1997年）
- 1935年 - 美輪明宏、歌手、俳優
- 1937年 - マデレーン・オルブライト、元アメリカ国務長官（+2022年）
- 1938年 - 東峰夫、小説家
- 1938年 - ミレーユ・ダルク、女優（+ 2017年）
- 1939年 - 月岡貞夫、アニメーション作家
- 1939年 - 保坂三蔵、政治家
- 1939年 - 麻生渡、政治家、第13-16代福岡県知事、第10代全国知事会会長（+ 2025年）
- 1940年 - ドン・ネルソン、元バスケットボール選手、指導者
- 1941年 - 前田忠明、レポーター（+ 2022年）
- 1943年 - 東山親雄、元プロ野球選手
- 1943年 - 高橋一俊、殺陣師（+ 1991年）
- 1944年 - ウルリッヒ・ベック、社会学者（+ 2015年）
- 1945年 - 藤原真、元プロ野球選手
- 1945年 - 小川弘文、元プロ野球選手
- 1945年 - 島田伸也、元プロ野球選手（+ 2016年）
- 1946年 - 美川憲一、歌手
- 1946年 - 池田純一、元プロ野球選手（+ 2005年）
- 1946年 - 阿部良男、元プロ野球選手（+ 2017年）
- 1948年 - 上田清司、政治家
- 1948年 - 江夏豊、元プロ野球選手
- 1948年 - ブライアン・イーノ、音楽家
- 1948年 - 高橋二三男、元プロ野球選手（+ 2022年）
- 1949年 - きたやまようこ、絵本作家
- 1950年 - 山口高志、元プロ野球選手
- 1950年 - 川口孝秀、元プロ野球選手
- 1951年 - フランク・ウィルチェック、物理学者
- 1951年 -  スティーヴン・ムーア、作家
- 1952年 - 北見恭子、演歌歌手
- 1952年 - ヴァイッド・ハリルホジッチ[6]、元サッカー選手、指導者
- 1953年 - ジョージ・ブレット、元プロ野球選手
- 1953年 - マイク・オールドフィールド、ミュージシャン
- 1954年 - 鈴木敏郎、外交官
- 1955年 - 巽孝之、アメリカ文学者、SF評論家
- 1956年 - 長谷直美、女優
- 1957年 - ケビン・フォン・エリック、プロレスラー
- 1958年 - ロン・シモンズ、プロレスラー
- 1958年 - 荒井広幸、政治家
- 1959年 - あろひろし、漫画家
- 1959年 - 大森うたえもん、タレント
- 1959年 - カオコー・ギャラクシー、プロボクサー
- 1959年 - カオサイ・ギャラクシー、プロボクサー
- 1960年 - 亜希いずみ、女優
- 1960年 - 井上俊次、ミュージシャン、音楽プロデューサー
- 1961年 - m.c.A・T、ヒップホップMC、音楽プロデューサー
- 1962年 - 鈴木靖、スピードスケート指導者、元選手
- 1962年 - 本西厚博、元プロ野球選手
- 1963年 - 藤田恵美、歌手
- 1963年 - 高橋尚代、大学教授、元タレント、元アナウンサー
- 1963年 - 杉山孝一、元野球選手
- 1964年 - 中山文十郎、作家
- 1964年 - 橋本泰宏、厚生労働官僚
- 1964年 - ラース・ロッケ・ラスムセン、政治家、デンマーク首相
- 1965年 - イリーナ・キリロワ、バレーボール選手
- 1965年 - 岡部哲也、アルペンスキー選手
- 1966年 - 鈴木幸恵、歌手
- 1966年 - 葉室太郎、元プロ野球選手
- 1967年 - ジョン・スモルツ、元プロ野球選手
- 1968年 - 琴ノ若晴將、元大相撲力士、年寄13代佐渡ヶ嶽
- 1968年 - 鈴木克彦、実業家、バスケットボール指導者、元選手
- 1969年 - 江口孝義、元プロ野球選手
- 1969年 - エミット・スミス、アメリカンフットボール選手
- 1970年 - 辰吉丈一郎、プロボクサー
- 1970年 - 沢田謙太郎、元サッカー選手
- 1970年 - フランク・デ・ブール、元サッカー選手、指導者
- 1970年 - ロナルド・デ・ブール、元サッカー選手
- 1972年 - 武井宏之、漫画家
- 1973年 - 谷中真二、元プロ野球選手
- 1973年 - 西島洋介、プロボクサー、総合格闘家
- 1974年 - 荒木定虎、元タレント、実業家
- 1974年 - 柳沼強、元プロ野球選手
- 1974年 - 奥真紀子、声優
- 1975年 - セルゲイ・サフノフスキー、フィギュアスケート選手
- 1975年 - 瀬口侑希、演歌歌手
- 1975年 - ピーター・イワース、ミュージシャン
- 1976年 - 渡辺和洋、フジテレビアナウンサー
- 1977年 - 山口五和、タレント
- 1977年 - ウエディ新剛、元お笑い芸人
- 1978年 - 井上康生、柔道家
- 1978年 - 佐原秀樹、元サッカー選手
- 1980年 - 小池正晃、元プロ野球選手
- 1980年 - ジョシュ・ベケット、元プロ野球選手
- 1980年 - 中尾衣里、声優
- 1980年 - 堀越勝太郎、元陸上競技選手
- 1981年 - ジャスティン・モルノー、元プロ野球選手
- 1981年 - パトリス・エヴラ、サッカー選手
- 1981年 - 大塚みな、アイドル
- 1981年 - 鈴木寛樹、元プロ野球選手
- 1982年 - ベロニカ・キャンベル＝ブラウン、陸上競技選手
- 1982年 - ジェシカ・スッタ、ダンサー、歌手、女優
- 1982年 - 藤原竜也、俳優
- 1982年 - ラファエル・ペレス、プロ野球選手
- 1984年 - エベレット・ティーフォード、元プロ野球選手
- 1984年 - ヨアン・デロ、フィギュアスケート選手
- 1984年 - 長澤知之、シンガーソングライター
- 1984年 - 清水貴之、元プロ野球選手
- 1985年 - 田中慎太朗、元プロ野球選手
- 1985年 - ジム・アドゥチ、元プロ野球選手
- 1986年 - 安田奈緒子、声優
- 1986年 - ブランドン・バーンズ、元プロ野球選手
- 1987年 - アンディ・マレー、テニス選手
- 1987年 - ブライアン・ドージャー、プロ野球選手
- 1987年 - 西山貴浩、競艇選手
- 1987年 - マイケル・ブラントリー、プロ野球選手
- 1987年 - 碓井健平、元サッカー選手
- 1988年 - 四方香菜、タレント
- 1988年 - サンティアゴ・ジベルノー、ラグビーユニオン選手
- 1989年 - 比嘉祐介、元サッカー選手
- 1989年 - 南明奈、タレント
- 1989年 - ルイス・カスティーヨ、プロ野球選手
- 1989年 - サニー、歌手（少女時代）
- 1990年 - 青野令、スノーボーダー
- 1990年 - 村元小月、フィギュアスケート選手
- 1990年 - 福田健人、サッカー選手
- 1990年 - 三上匠、元ラグビー選手
- 1990年 - BETTANA!!、俳優
- 1990年 - アレクサンダー・ジョンソン、フィギュアスケート選手
- 1990年 - ダヴィド・シモン、サッカー選手
- 1990年 - オリガ・イコンニコワ、フィギュアスケート選手
- 1990年 - イ・ジョンヒョン 、歌手 (CNBLUE)
- 1991年 - 冨浦智嗣、俳優
- 1991年 - フェミ・オグノデ、陸上選手
- 1991年 - 日下佳祐、陸上選手
- 1992年 - ヒラノノゾミ、アイドル（元BILLIE IDLE®、元BiS）
- 1992年 - 常田大希、ミュージシャン（King Gnu）
- 1992年 - 石橋拓也、俥夫、ミュージシャン（東京力車）
- 1993年 - 尾崎由香、声優、元子役
- 1993年 - 下田真生、お笑い芸人（コウテイ）
- 1994年 - 大蔵彰人、元プロ野球選手
- 1995年 - 山本涼介、俳優
- 1995年 - 加藤優、野球選手
- 1995年 - 大牟田悠人、リポーター、タレント
- 1995年 - けーた、YouTuber（マナル隊）
- 1996年 - バーディー、シンガーソングライター
- 1996年 - 青山吉能[7]、声優、歌手（元Wake Up, Girls!）
- 1996年 - アレックス・ベルドゥーゴ、プロ野球選手
- 1997年 - 神菜美まい、AV女優
- 1998年 - 友野一希、フィギュアスケート選手
- 1998年 - やまと、YouTuber (コムドット)
- 1998年 - 浅野桜子、元プロ野球選手
- 1999年 - 前田鈴、アイドル（元JK21）
- 1999年 - 安齊勇馬、プロレスラー
- 1999年 - 上山紘輝、短距離走選手
- 2000年 - 我妻ゆりか、グラビアアイドル
- 2000年 - ヨシ、アイドル (TREASURE)
- 2001年 - 平井杏幸、サッカー選手
- 2001年 - 浜地晴帆、競輪選手
- 2002年 - 田口乙葉、ファッションモデル、女優
- 2002年 - 林鼓子、声優、元子役（虹ヶ咲学園スクールアイドル同好会、MyGO!!!!!）
- 2002年 - 山本快、ラグビーユニオン選手
- 2002年 - 高橋美優（英語版）、バドミントン選手
- 2005年 - 高見文寧、アイドル（ME:I）
- 2005年 - 福田ルミカ、女優
- 2005年 - 千葉隆広、プロ野球選手
- 2007年 - 伊藤美優、スケートボード選手
- 生年不詳 - 織田綺[8]、漫画家
- 生年不詳 - 長谷由子、声優、ナレーター

### 人物以外（動物など）
- 1997年 - アグネスデジタル、競走馬（+ 2021年）
- 1998年 - トーシンブリザード、競走馬（+ 2021年）

## 忌日

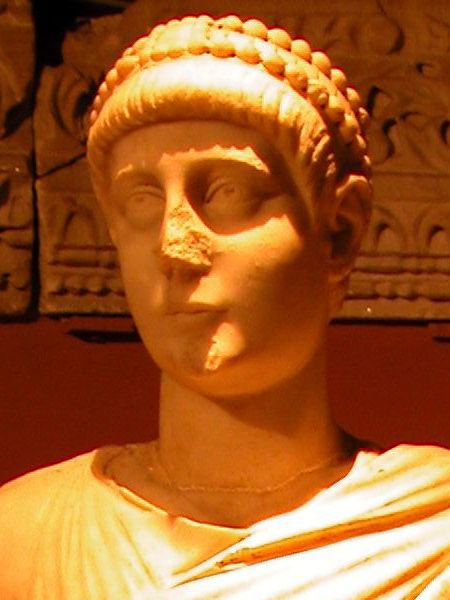
ローマ皇帝ウァレンティニアヌス2世(371-392)没。

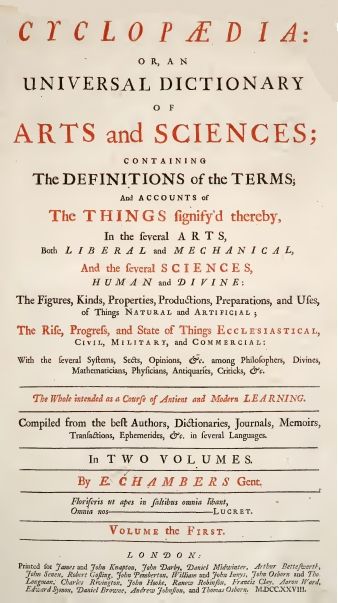
百科事典編纂者イーフレイム・チェンバーズ(1680-1740)没。画像は『サイクロペディア』（1728年）初版の表紙。

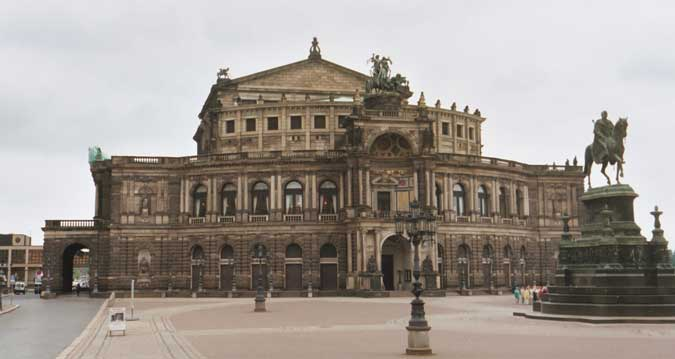
建築家ゴットフリート・ゼンパー(1803-1879)没。画像は歌劇場『ゼンパー・オーパー』

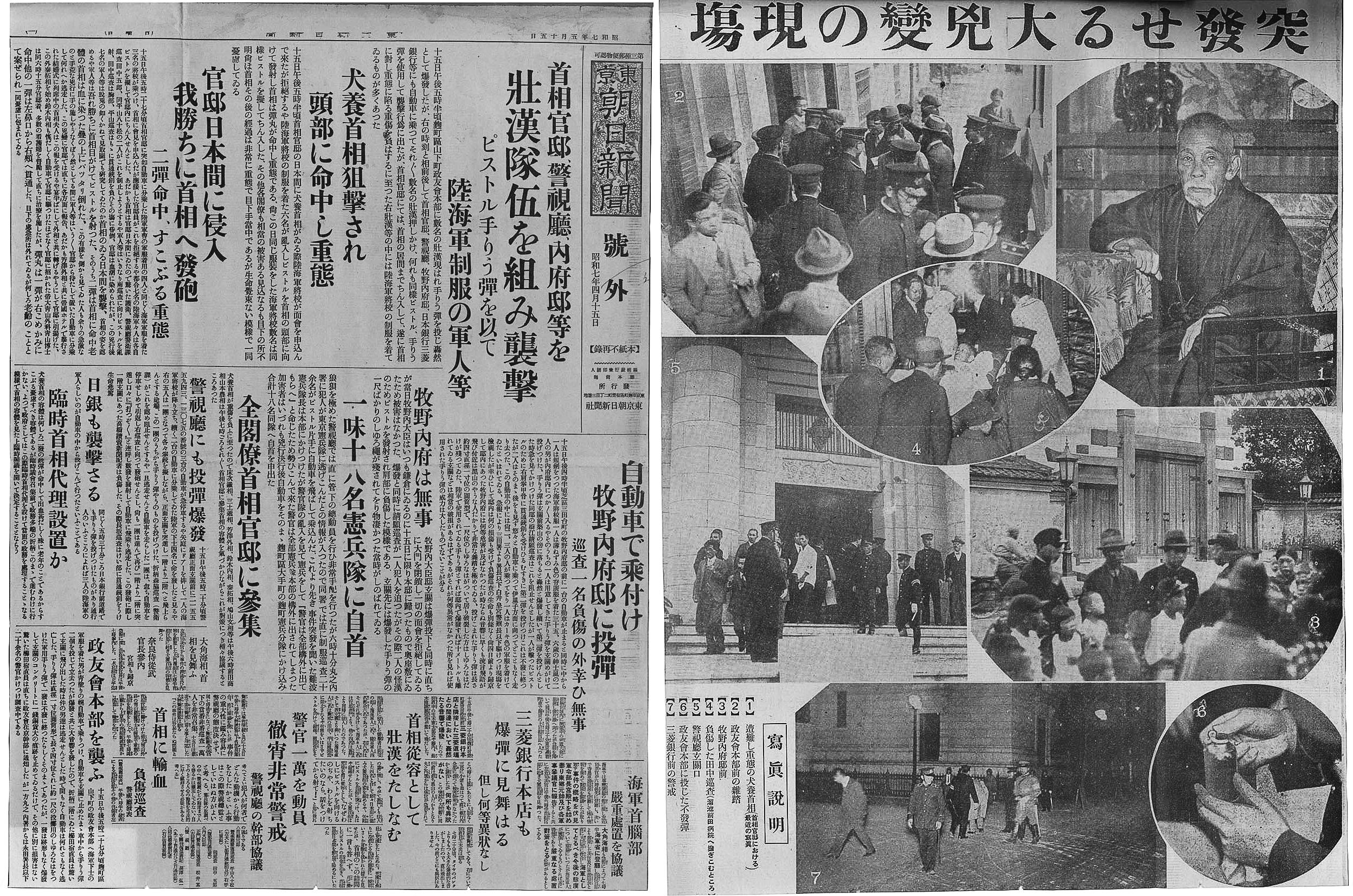
犬養毅(1855-1932)、暗殺される（五・一五事件）

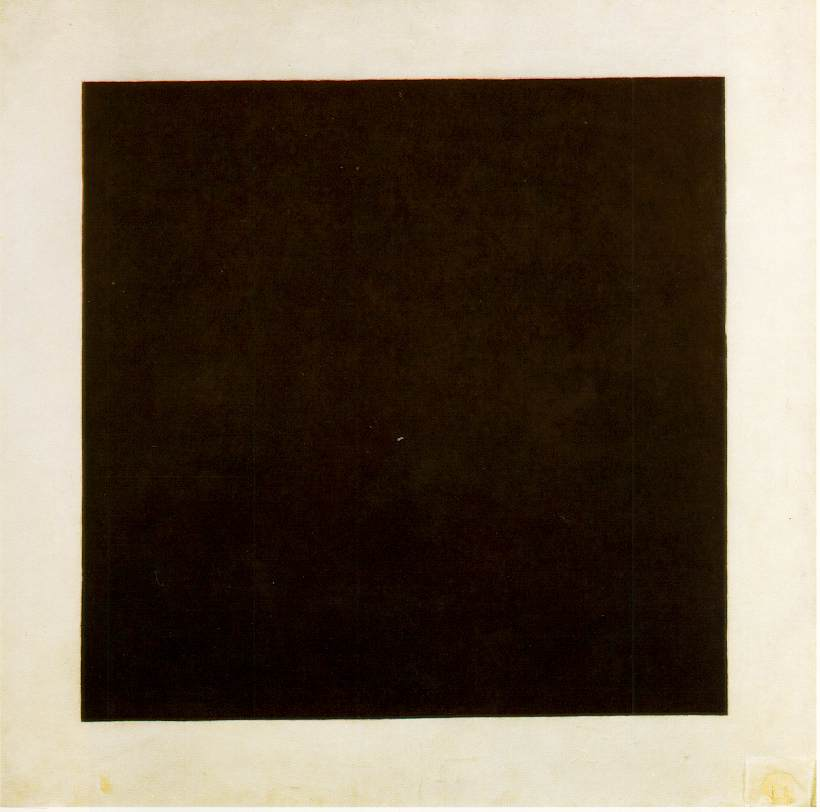
画家カジミール・マレーヴィチ(1878-1935)。画像は代表作『黒の正方形』

- 392年 - ウァレンティニアヌス2世、ローマ皇帝（* 371年）
- 1036年（長元9年4月17日） - 後一条天皇、第68代天皇（* 1008年）
- 1157年 - ユーリー・ドルゴルーキー、キエフ大公（* 1099年頃）
- 1174年 - ヌールッディーン、ザンギー朝君主（* 1118年）
- 1238年（暦仁元年3月30日） - 小山朝政、鎌倉時代の武将（* 1158年）
- 1470年 - カール8世、スウェーデン王（* 1408年?）
- 1585年（天正13年4月16日） - 丹羽長秀、戦国武将（* 1535年）
- 1634年 - ヘンドリック・アーフェルカンプ、画家（* 1585年）
- 1685年（貞享2年4月13日） - 阿部正能、江戸幕府老中（* 1627年）
- 1704年（宝永元年4月12日） - 鶴姫、徳川綱吉の長女（* 1677年）
- 1740年 - イーフレイム・チェンバーズ、百科事典編集者（* 1680年?）
- 1760年 - アラウンパヤー、ビルマ王（* 1711年）
- 1785年（天明5年4月7日） - 藤堂高朗、第7代津藩主（* 1717年）
- 1808年（文化5年4月20日） - 京極高久、江戸幕府若年寄（* 1729年）
- 1835年 - ポーリーヌ・オーズー、画家、版画家（* 1775年）
- 1845年 - ゲオルク2世、ヴァルデック侯（* 1789年）
- 1852年 - ルイーザ・アダムズ、アメリカ合衆国のファーストレディ（* 1775年）
- 1866年（慶応2年4月1日） - 谷三十郎、新撰組七番隊組長
- 1873年 - アレクサンドル・ヨアン・クザ、ルーマニア公（* 1820年）
- 1879年 - ゴットフリート・ゼンパー、建築家（* 1803年）
- 1886年 - エミリー・ディキンソン、詩人（* 1830年）
- 1894年 - フィリップ・パロット、画家（* 1831年）
- 1898年 - エドゥアルト・レメーニ、ヴァイオリニスト（* 1830年）
- 1924年 - エストゥルネル・ド・コンスタン、外交官、常設仲裁裁判所提唱者（* 1852年）
- 1931年 - エドウィン・ダン、畜産技術者（* 1848年）
- 1932年 - 犬養毅、政治家、第30代内閣総理大臣（* 1855年）
- 1935年 - カジミール・マレーヴィチ、画家（* 1878年）
- 1942年 - 石光真清、日本陸軍の少佐（* 1868年）
- 1942年 - 佐藤惣之助、詩人、作詞家（* 1890年）
- 1945年 - ケネス・アルフォード、作曲家（* 1881年）
- 1948年 - エドワード・ジョゼフ・フラナガン、神父、社会事業家（* 1886年）
- 1952年 - 太刀光電右エ門、元大相撲力士（* 1897年）
- 1956年 - 尾高朝雄、法学者（* 1899年）
- 1967年 - エドワード・ホッパー、画家（* 1882年）
- 1971年 - グース・ゴスリン、元プロ野球選手（* 1900年）
- 1978年 - ロバート・メンジーズ、政治家、第12代オーストラリア首相（* 1894年）
- 1986年 - エリオ・デ・アンジェリス、F1ドライバー（* 1958年）
- 1989年 - 井深八重、ハンセン病看護の先駆者（* 1897年）
- 1989年 - つかせのりこ、声優（* 1945年）
- 1900年 - 神風正一、元大相撲関脇、相撲解説者（* 1921年）
- 1991年 - 安倍晋太郎、政治家、第107-108代外務大臣、第40代通商産業大臣、第46代農林大臣（* 1924年）
- 1991年 - アンドレアス・フレアー、数学者（* 1956年）
- 1992年 - ジョビー・マルセロ、レーサー（* 1965年）
- 1996年 - 高坂正堯、国際政治学者（* 1934年）
- 1997年 - 馬渕玄三、音楽ディレクター（* 1923年）
- 2002年 - 神津善三郎、教育学者、元長野大学学長（* 1919年）
- 2004年 - 三橋達也、俳優（* 1923年）
- 2004年 - マリユス・コンスタン、作曲家（* 1925年）
- 2005年 - 島津久子、華族（* 1898年）
- 2005年 - アウリス・カラコルピ、スキージャンプ選手（* 1929年）
- 2005年 - 土居良三、伝記作家（* 1921年）
- 2006年 - ジョイス・バランタイン・ブランド、イラストレーター（* 1918年）
- 2006年 - 芝田米三、画家（* 1926年）
- 2007年 - はな寛太、漫才師（はな寛太・いま寛大）（* 1945年）
- 2008年 - ウィリス・ラム、物理学者、ノーベル物理学賞受賞者（* 1913年）
- 2009年 - 田中日佐夫、美術史家、成城大学名誉教授、秋田県立近代美術館名誉館長（* 1932年）
- 2009年 - チェイフ・ハミドゥ・カーン・マティアラ、政治家、軍人（* 1939年）
- 2009年 - ウェイマン・ティスデイル、バスケットボール選手、1984年ロサンゼルス五輪金メダリスト、ミュージシャン（* 1964年）
- 2010年 - ルドルフ・ハプスブルク＝ロートリンゲン、オーストリア旧皇族（* 1919年)
- 2011年 - 庄司幸助、政治家、自然保護活動家（* 1918年）
- 2011年 - サムエル・ワンジル、陸上競技選手（* 1986年）
- 2012年 - 樫尾俊雄、実業家、発明家、カシオ計算機名誉会長（* 1925年）
- 2012年 - カルロス・フエンテス、作家、批評家（* 1928年）
- 2012年 - 中原早苗、女優（* 1935年）
- 2013年 - 筧栄一、検察官、元検事総長、弁護士（* 1927年）
- 2013年 - 川井健、法学者、第11代一橋大学学長、一橋大学名誉教授（* 1927年）
- 2013年 - エンリケ・ロザ、政治家、元ギニアビサウ暫定大統領（* 1946年）
- 2014年 - 瀬尾脩、撮影技師（* 1932年）
- 2014年 - 鈴木則文、映画監督、脚本家（* 1933年）
- 2014年 - ジャン＝リュック・デハーネ、第63代ベルギー首相（* 1940年）
- 2014年 - 竹内重徳、政治家、元岩手県副知事（* 1943年）
- 2015年 - 伊藤嘉昭、生物学者、名古屋大学名誉教授（* 1930年）
- 2015年 - レンツォ・ゾルジ、レーシングドライバー（* 1946年）
- 2016年 - 野地潤家、国語教育学者、広島大学名誉教授（* 1920年）
- 2017年 - 後藤はつの、画家（* 1903年）
- 2017年 - 佐々木成子、声楽家、メゾソプラノ歌手（* 1919年）
- 2017年 - カール＝オットー・アーペル、哲学者（* 1922年）
- 2017年 - 日下武史、俳優（* 1931年）
- 2018年 - 岸井成格、ジャーナリスト、元毎日新聞社主筆（* 1944年）
- 2018年 - ジェイロイド・サミュエル、サッカー選手（* 1981年）
- 2019年 - チャールズ・キッテル、物理学者（* 1916年）
- 2019年 - 杉葉子、女優（* 1928年）
- 2019年 - 亀井郁夫、政治家（* 1933年）
- 2019年 - ジョージ・ケリング、犯罪学者、ラトガース大学名誉教授（* 1935年）
- 2020年- フレッド・ウィラード、俳優、声優、コメディアン（* 1933年）
- 2020年 - 葉永烈、小説家、作家（* 1940年）
- 2020年 - 川口敦典、お笑い芸人（てんしとあくま）（* 1983年）
- 2021年 - 伊藤アキラ、作詞家（* 1940年）
- 2021年 - 須永朝彦、歌人、小説家、評論家（* 1946年）
- 2022年 - 池田武邦、海軍軍人、建築家、実業家、元日本設計社長、元ハウステンボス会長（* 1924年）
- 2022年 - 高橋ヨシ江、元走り幅跳び選手、陸上球技指導者（* 1932年）
- 2022年 - 高貴男、政治家（* 1933年）
- 2023年 - 田村俶、フランス文学者、翻訳家、元奈良女子大学学長（* 1932年）
- 2023年 - 北村恭二、元大蔵官僚、元大阪証券取引所理事長（* 1933年）
- 2023年 - ロバート・ルーカス、経済学者、ノーベル経済学賞受賞者（* 1937年）
- 2023年 - 崇山祟、漫画家（* 1975年）
- 2024年 - 中島悠爾、ドイツ文学者、旧・東京都立大学名誉教授、獨協大学名誉教授（* 1930年）
- 2024年 - ハインツ・ツァンダー、画家、作家（* 1939年）

## 記念日・年中行事

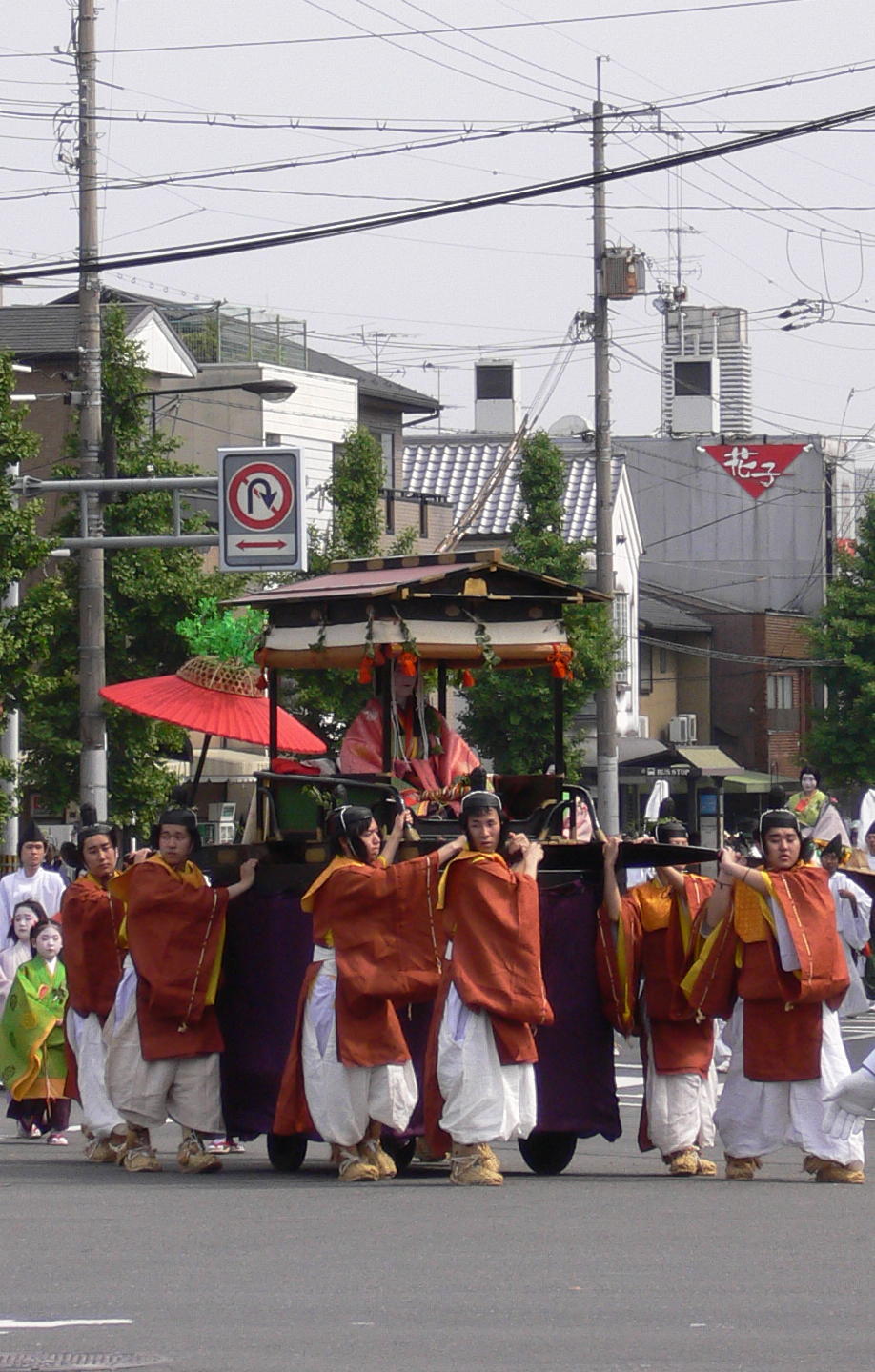
京都の葵祭

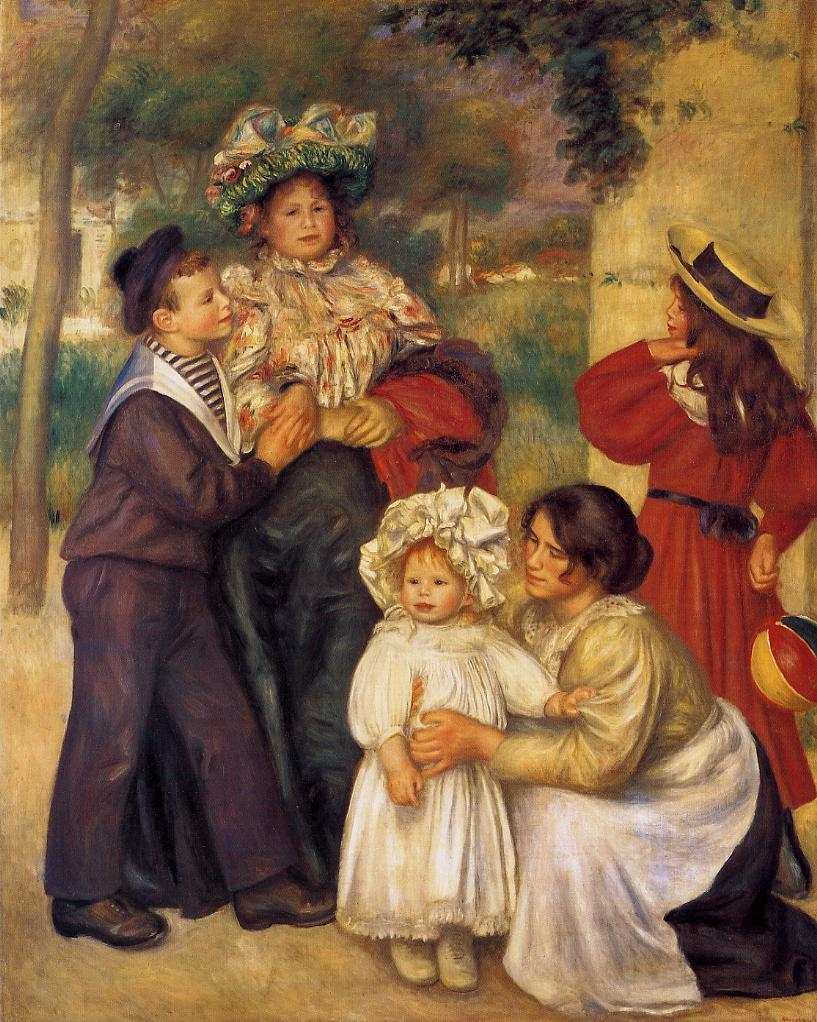
国際家族デー。画像はルノワール『芸術家の家族』(1896)

- 国際家族デー（ 世界）
国際デーの一つ。1993年9月の国連総会で制定。
- 平和官吏追悼の日（英語版）（ アメリカ合衆国）
- 教師の日（ 韓国、 メキシコ）
- ナクバの日 ( パレスチナ)
- 全国投資者保護宣傳日（中国語版）( 中華人民共和国)
2019年5月11日、中国証券監督管理委員会（中国語版）の易会満主席が2019年中国上市公司協會および第2回委員会第7回会議で演説した後、中国証券監督管理委員会は毎年5月15日を全国投資者保護宣傳日指定することを決定しました。
- 沖縄本土復帰記念日／沖縄復帰記念日（ 日本）
太平洋戦争後、アメリカの施政権下にあった沖縄が、日本国との平和条約第3条に基づき1972年5月15日午前0時をもって日本に返還されたことに由来。
- 葵祭（ 日本 京都市・正式には賀茂祭）
- ヨーグルトの日（ 日本）
ヨーグルトを研究したロシアのイリヤ・メチニコフの誕生日にちなみ、明治乳業（現：明治）が制定。
- ストッキングの日
1940年にアメリカのデュポン社がナイロン製ストッキングを全米で発売した日。それまでアメリカのストッキング市場は日本の絹製の物で独占されていたが、これ以降、ナイロン製の物が主流となった。
- 商人の祝日
ローマ神話に登場する商業神メルクリウスの祝日
- Jリーグの日（ 日本）
1993年のこの日にヴェルディ川崎対横浜マリノスの試合を以て日本プロサッカーリーグ（Jリーグ）が開幕したことにちなみ、公益社団法人日本プロサッカーリーグが2013年に制定。
- 牛の節句
高知県の一部地域（高須・五台山・朝倉など）では、機械化以前の労働力だった牛馬を休ませる休養日として、柴餅を供えるなどした[9]。